# Линейные корабли типа Canada
Тип линейных кораблей Canada — четыре линейных корабля третьего ранга, созданных для Королевского флота Уильямом Бейтли. Головной корабль класса был спущен на воду в 1765 году. Впоследствии конструкция была признана удачной, после чего в 1781 году было принято решение продолжить серию. Корабли данного типа относились к так называемым «обычным 74-пушечным кораблям», так как несли на верхней орудийной палубе 18-фунтовые пушки. Отличительной чертой была сходная с французской компоновка с 28 орудиями на нижней палубе и 30 орудиями на средней (типичная для 74-пушечников Королевского флота — по 28 орудий на каждой)

## Корабли
- HMS Canada

Строитель: королевская верфь, Вулвич

Заказан: 1 декабря 1759 года

Спущён на воду: 17 сентября 1765 года

Выведен: разобран, 1834 год

- HMS Majestic

Строитель: Адамс и Барнард, Дептфорд

Заказан: 23 августа 1781 года

Спущён на воду: 11 декабря 1785 года

Выведен: разобран, 1816

- HMS Orion

Строитель: Барнард, Дептфорд

Заказан: 2 октября 1782 года

Спущён на воду: 1 июня 1787 года

Выведен: разобран, 1814 год

- HMS Captain

Строитель: Бэтсон, Лаймхаус

Заказан: 14 ноября 1782 года

Спущён на воду: 26 января 1787 года

Выведен: Сгорел и затонул в 1813 году 